# Бундевоглави
Бундевоглави (енгл. Pumpkinhead) је амерички хорор филм из 1988. режисера Стена Винстона, са Ленсом Хенриксеном, Џоном Дакином и Кери Ремзен у главним улогама.
Шест година касније добио је наставак под називом Бундевоглави 2: Крвава крила.

## Радња
Када један из групе тинејџера удари мотором малог дечака и убије га, његов отац одлази код вештице Хагис од које тражи да покрене демона освете, Бундевоглавог, који треба да убије целу групу која се скрива у колиби у шуми.

## Улоге
| Глумац                | Улога          |
| --------------------- | -------------- |
| Ленс Хенриксен        | Ед Харли       |
| Џеф Ист               | Крис           |
| Џон Дакино            | Џоел           |
| Кимберли Рос          | Ким            |
| Џоел Хофман           | Стив           |
| Синтија Бејн          | Трејси         |
| Кери Резмен           | Меги           |
| Флоренс Шофлер        | Хагис          |
| Брајан Бремер         | Бант           |
| Бак Флауер            | гдин Волес     |
| Мајим Бјалик          | Кристина Волес |
| Метју Херли           | Били Харли     |
| Ли де Бру             | Том Харли      |
| Маделин Тејлор Холмес | стара жена     |
| Том Вудрафу           | Бундевоглави   |
| пас Печурка           | Гипси          |